# Kingsbury (Metropolitano de Londres)
Kingsbury é uma estação do Metrô de Londres em Kingsbury, noroeste de Londres, Inglaterra. Fica na Jubilee line entre as estações Queensbury e Wembley Park, na Zona 4, no distrito de Brent.

## Localização
A entrada da estação fica em um desfile de lojas no lado sul da A4006 Kingsbury Road, em frente à Berkeley Road.

## História
Foi inaugurada em 10 de dezembro de 1932 como parte do ramal de Stanmore da Metropolitan Railway e servida pelos trens elétricos daquela empresa. Após a formação da London Transport em 1933, este ramal tornou-se parte da Metropolitan line do Metrô de Londres e foi posteriormente transferida para a Bakerloo line em 1939 e depois para a Jubilee line em 1979. O estilo do design é semelhante ao de outros edifícios da Metropolitan Railway do mesmo período, em vez do estilo de concreto e vidro usado ao mesmo tempo pelo grupo LER. Em comum com outras estações da Metropolitan Railway próximas (por exemplo, Harrow-on-the-Hill, Neasden, Queensbury), há um elemento de ficção no nome da estação; a área está propriamente dentro da extensão leste de Kenton (Kingsbury Road neste ponto era originalmente parte do extremo leste da Kenton Lane) e Kingsbury propriamente dita está na verdade mais perto da estação Neasden do Metrô de Londres.

## Conexões
As rotas dos ônibus de Londres 79, 183, 204 e 324, a rota noturna N98, o ônibus Superloop SL10 e a rota não-TFL 644 atendem a estação.